# Бутирофенон
Бутирофенон (1-фенилбутан-1-он) — органическое соединение из группы ароматических кетонов. Многие производные бутирофенона являются антипсихотическими лекарственными средствами, которые используются в лечении таких психиатрических заболеваний, как шизофрения. Лекарства из группы бутирофенонов являются блокаторами дофаминовых рецепторов и таким образом подавляют действие дофамина. К бутирофенонам относятся галоперидол, дроперидол, бенперидол и др.

## Производные бутирофенона
- Галоперидол
- Дроперидол
- Бенперидол
- Трифлуперидол
- Мелпирон
- Ленперон
- Луматеперон
- Домперидон